# انتقام الحب (مسلسل)
انتقام الحب (بالبرتغالية: Terra Brava‏) هو مسلسل تلفزيوني برتغالي. مدبلج للغة العربية باللهجة السورية عرض على قناة إم بي سي 4.
تم دبلجة المسلسل إلى العربية باللهجة السورية وعُرض على قناة إم بي سي 4.[بحاجة لمصدر]

## قصّة المسلسل
في انتقام الحب، نتابع كفاح ديوغو، وهو عسكري حاصل على أوسمة، يعود إلى وطنه لتحقيق العدالة لإدواردا، الذي دمر حياته وعائلته في الماضي. لكنه لن يمر بوقت سهل عندما يقع في حب بياتريس، ابنة المرأة التي يريد تدميرها.
علاوة على ذلك، اكتشف أن بياتريس متزوجة من تياجو المهووس، وشقيقه الأصغر البيولوجي والعائلة الوحيدة المتبقية.
كيف سيتعارض هذا مع خططه؟
قصة انتقام، أم مصممة على إبعاد الماضي، حب مريض وشقيقان يتقاتلان من أجل نفس المرأة.
الأرض التي كانت هادئة سابقًا، فيلا برافا، تشتعل فيها النيران الآن!

## البث الدولي
تم دبلجة المسلسل إلى العربية باللهجة السورية وعُرض على قناة إم بي سي 4. وبالدبلجة الفارسية على إم بي سي الفارسية.

## روابط خارجية
- انتقام الحب على موقع IMDb (الإنجليزية)
- انتقام الحب على موقع كينوبويسك (الروسية)
- انتقام الحب على موقع قاعدة بيانات الفيلم (الإنجليزية)
- انتقام الحب  في قاعدة بيانات الأفلام على الإنترنت (بالإنجليزية)